# 항등 함수

실수 항등 함수의 그래프

수학에서 항등 함수(恒等函數, 영어: identity function) 또는 항등 사상(恒等寫像, 영어: identity map), 항등 변환(恒等變換, 영어: identity transformation)은 정의역과 공역이 같고, 모든 원소를 자기 자신으로 대응시키는 함수이다.

## 정의
집합 {\displaystyle X}의 항등 함수 {\displaystyle \operatorname {id} _{X}}는 다음과 같은 함수이다.
- {\displaystyle \operatorname {id} _{X}\colon X\to X}
- 임의의 {\displaystyle x\in X}에 대하여, {\displaystyle \operatorname {id} _{X}(x)=x}

## 성질
임의의 함수 {\displaystyle f\colon X\to Y}에 대하여, 다음과 같은 항등식이 성립한다.
{\displaystyle f\circ \operatorname {id} _{X}=\operatorname {id} _{Y}\circ f=f}
즉, 항등 함수는 집합의 범주에서의 항등 사상이다. 특히, {\displaystyle X}의 자기 함수의 집합 {\displaystyle \operatorname {End} (X)}는 함수의 합성에 대하여 모노이드를 이룬다.
증명:
임의의 {\displaystyle x\in X}에 대하여,
{\displaystyle (f\circ \operatorname {id} _{X})(x)=f(\operatorname {id} _{X}(x))=f(x)}
이므로,
{\displaystyle f\circ \operatorname {id} _{X}=f}
이다. 마찬가지로 임의의 {\displaystyle y\in Y}에 대하여,
{\displaystyle (\operatorname {id} _{Y}\circ f)(y)=\operatorname {id} _{Y}(f(y))=f(y)}
이므로,
{\displaystyle \operatorname {id} _{Y}\circ f=f}
이다.
임의의 함수 {\displaystyle f\colon X\to Y}에 대하여, 다음과 두 조건이 서로 동치이다.
- {\displaystyle f}는 전단사 함수이다.
- 다음을 만족시키는 함수 {\displaystyle f^{-1}\colon Y\to X}가 존재한다. (이를 {\displaystyle f}의 역함수라고 한다.)
  - {\displaystyle f^{-1}\circ f=\operatorname {id} _{X}}
  - {\displaystyle f\circ f^{-1}=\operatorname {id} _{Y}}

즉, 전단사 함수는 집합의 범주에서 동형 사상이다. 특히, {\displaystyle X}의 자기 전단사 함수의 집합 {\displaystyle \operatorname {Sym} (X)}은 함수의 합성에 대하여 군을 이루며, 이를 {\displaystyle X}의 대칭군이라고 한다.

## 예
양의 정수의 집합 {\displaystyle \mathbb {Z} ^{+}}의 항등 함수는 완전 곱셈적 함수에 속한다.
실수의 집합 {\displaystyle \mathbb {R} }의 항등 함수는 일차 함수에 속한다.

## 관련 개념

### (범주 속의) 항등 사상
범주의 각 대상의 항등 사상(恒等寫像, 영어: identity morphism)은 항등 함수의 개념의 일반화이다. 이는 일종의 무정의 용어이다.

### 항등 함자
범주 {\displaystyle {\mathcal {C}}}의 항등 함자(恒等函子, 영어: identity functor) {\displaystyle \operatorname {id} _{\mathcal {C}}}는 다음과 같은 함자이다.
- {\displaystyle \operatorname {id} _{\mathcal {C}}\colon {\mathcal {C}}\to {\mathcal {C}}}
- 모든 대상 {\displaystyle X\in \operatorname {Ob} ({\mathcal {C}})}에 대하여, {\displaystyle \operatorname {id} _{\mathcal {C}}(X)=X}
- 모든 대상 {\displaystyle X,Y\in \operatorname {Ob} ({\mathcal {C}})} 및 사상 {\displaystyle f\colon X\to Y}에 대하여, {\displaystyle \operatorname {id} _{\mathcal {C}}(f)=f}

만약 {\displaystyle {\mathcal {C}}}가 작은 범주일 경우, 항등 함자 {\displaystyle \operatorname {id} _{\mathcal {C}}}는 작은 범주의 범주에서의 항등 사상이다.
증명 ({\displaystyle \operatorname {id} _{\mathcal {C}}}는 함자):
모든 대상 {\displaystyle X\in \operatorname {Ob} ({\mathcal {C}})}에 대하여
{\displaystyle \operatorname {id} _{\mathcal {C}}(\operatorname {id} _{X})=\operatorname {id} _{X}=\operatorname {id} _{\operatorname {id} _{\mathcal {C}}(X)}}
이며, 모든 대상 {\displaystyle X,Y,Z\in \operatorname {Ob} ({\mathcal {C}})} 및 사상 {\displaystyle f\colon X\to Y} 및 {\displaystyle g\colon Y\to Z}에 대하여
{\displaystyle \operatorname {id} _{\mathcal {C}}(g\circ f)=g\circ f=\operatorname {id} _{\mathcal {C}}(g)\circ \operatorname {id} _{\mathcal {C}}(f)}
이므로, {\displaystyle \operatorname {id} _{\mathcal {C}}}는 (공변) 함자이다.

### 항등 자연 변환
함자 {\displaystyle F\colon {\mathcal {C}}\to {\mathcal {D}}}의 항등 자연 변환(恒等自然變換, 영어: natural transformation) {\displaystyle \operatorname {id} _{F}}는 다음과 같은 자연 변환이다.
- {\displaystyle \operatorname {id} _{F}\colon F\Rightarrow F}
- 모든 대상 {\displaystyle X\in \operatorname {Ob} ({\mathcal {C}})}에 대하여, {\displaystyle (\operatorname {id} _{F})_{X}=\operatorname {id} _{F(X)}}

만약 {\displaystyle {\mathcal {C}}}와 {\displaystyle {\mathcal {D}}}가 작은 범주일 경우, 항등 자연 변환 {\displaystyle \operatorname {id} _{F}}는 {\displaystyle {\mathcal {C}}}와 {\displaystyle {\mathcal {D}}} 사이의 함자 사이의 자연 변환의 범주에서의 항등 사상이다.
증명 ({\displaystyle \operatorname {id} _{F}}는 자연 변환):
모든 대상 {\displaystyle X,Y\in \operatorname {Ob} ({\mathcal {C}})} 및 사상 {\displaystyle f\colon X\to Y}에 대하여,
{\displaystyle (\operatorname {id} _{F})_{Y}\circ F(f)=\operatorname {id} _{F(Y)}\circ F(f)=F(f)=F(f)\circ \operatorname {id} _{F(X)}=F(f)\circ (\operatorname {id} _{F})_{X}}
이므로, {\displaystyle \operatorname {id} _{F}}는 자연 변환이다.

## 같이 보기
- 포함 함수